# Sunnhordland

Fylke Hordaland, Sunnhordland ist blau markiert.

Sunnhordland ist ein geographisches Gebiet im westlichen Norwegen, das die südlichen Teile des ehemaligen Fylke Hordaland umfasst. Es reicht dabei vom Ende des Hardangerfjordes im Osten über die Küstengebiete bis zum Atlantik im Westen. Sunnhordland besteht aus den Kommunen Bømlo, Etne, Fitjar, Kvinnherad, Stord, Sveio, Tysnes, und Teilen der Vindafjord-Kommune in Rogaland.
Sunnhordland außer Ølen in der Kommune Vindafjord umfasst also 7 Kommunen und hat eine Fläche von 2.896 km² und eine Bevölkerungszahl von 56.264 (1. Juli 2009). Die Hauptstadt der Region Sunnhordland ist Leirvik.
Sunnhordland ist einer von 15 Distrikten, die zusammen den Landesteil Vestlandet ausmachen.

## Zeitung
Sunnhordland ist auch der Name einer in der Region erscheinenden Tageszeitung.